# Dm-drogerie markt
Dm-drogerie markt est une chaîne allemande de drogueries ayant plus de 3 350 magasins à travers l'Europe et qui emploie près de 60 000 personnes en novembre 2016. La chaîne est le leader européen du marché des drogueries. Elle a passé un accord avec le label anthroposophique Demeter.

## Histoire
W. Goetz Werner a ouvert le premier magasin en 1973 à Karlsruhe en Allemagne de l'Ouest. Il s'est associé à Günther Lehmann en 1974 pour fonder une société en Commandite.
Au début de 1976, DM ouvre son premier magasin en Autriche.
En raison de la taille de l'entreprise, DM a été organisée sous la forme d'une holding. 8 représentants des salariés siègent au conseil de surveillance de DM.
En 2008, Erich Harsch (né en 1961) a repris la direction après 27 années de service, en remplacement du fondateur de l'entreprise, Werner, qui a rejoint le conseil de surveillance. En août 2010, le fondateur de l'entreprise, Werner, a annoncé qu'il avait apporté ses actions dans une fondation caritative. Le fils de Goetz Werner, Christoph, a été ajouté à la direction en 2011. En janvier 2013, l'entreprise se classait au 18e rang du classement des 500 plus grands magazines d'entreprise familiale Wirtschaftsblatt.

## Localisations des centres
Son siège social se situe à Karlsruhe à l'adresse suivante: DM-Drogerie markt GmbH + Co. KG, Carl-Metz-Strasse 1, 76185 Karlsruhe

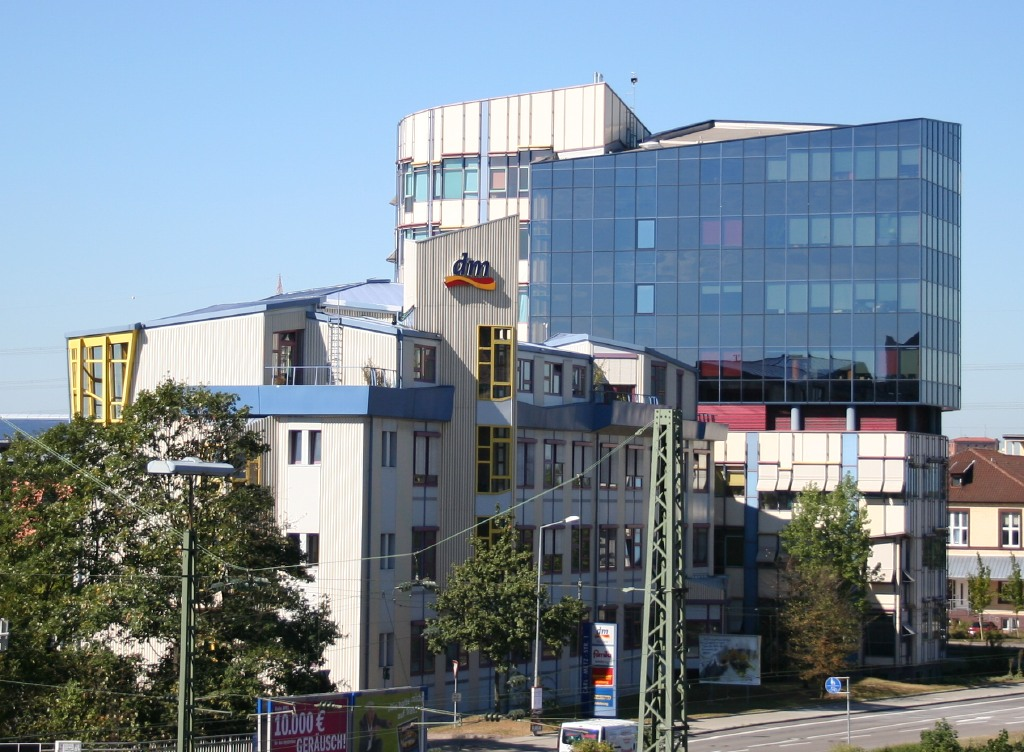
Headquarters de DM

La filiale allemande de dm-Drogerie dispose de deux centres de distribution à Waghäusel et Weilerswist.

## Logos
La chaîne a eu un premier logo jusqu'en 2000. Il reprenait les couleurs du drapeau de la ville de Karlsruhe (or et rouge) en forme de hauban de magasin. À l'intérieur des lettres "dm", il y avait une fleur.

Le second logo est bien plus simplifié par rapport au premier : il reprend les couleurs de Karlsruhe et seules les lettres "dm" sont conservées. Une légende est ajoutée dans la langue locale en fonction des pays.

Logo de DM-Drogerie Markt (1974-2000)
Logo de DM-Drogerie Markt depuis 2000
Drapeau de Karlsruhe

## Gammes de produits et marques de distributeur
Depuis 1986, DM lance ses marques propres. Balea est utilisé pour les produits de soins personnels. En 2008, il y avait 21 marques distributeur avec un total de 2600 produits dans presque toutes les gammes. Ce segment de produits a généré environ 30 % des ventes totales en 2004. Entre fin 2006 et fin 2012, DM a offert un service de commande et de prise en charge des médicaments exclusivement pharmaceutiques, en coopération avec le néerlandais Europa Apotheek Venlo,. Depuis janvier 2013, il existe une coopération avec la pharmacie de vente par correspondance suisse Zur Rose AG. En 2014, la chaîne est le premier partenaire d'Alnatura, la marque "bio". En 2015, dm a décidé d'introduire sa propre marque «dm bio» et donc de remplacer progressivement de nombreux produits Alnatura.
Les marques distributeur de DM sont :
- Alana : vêtements en coton bio à destination des bébés,
- Alverde : cosmétiques dits "naturels" selon la marque,
- Babylove : soins, couches, nutrition ou accessoires,
- Balea & Balea MEN : soins de beauté,
- DAS gesunde PLUS : pharmacie et parapharmacie, bien-être, sport, compléments alimentaires,
- Dein Bestes : alimentation et accessoires pour les chiens, les chats, les oiseaux ou les rongeurs,
- Denkmit : produits de nettoyage de la maison et du linge et des vêtements,
- dmBio : alimentation bio,
- Dontodent : soins dentaires,
- ebelin : beauté pour la peau, le corps et les cheveux
- Fascíno : bas et chaussettes de contention,
- Jessa : protections périodiques (tampons, serviettes hygiéniques, protège-slip) et incontinence urinaire,
- Paradies : développement photo et articles avec photos imprimées dessus (mugs, T-Shirt)
- Prinzessin Sternenzauber : cosmétiques pour petites filles,
- Profissimo : accessoires culinaires (papier de cuisson, vaisselle jetable, etc.),
- PUSBLU : vêtements 3 à 9 ans,
- réell'e : teinture cheveux et poils pubiens,
- S-quitofree : protection contre les moustiques et tiques (fréquents dans la SchwarzWald en Allemagne),
- Sanft&Sicher : papier hygiénique,
- SauBär : gel douche pour enfants,
- Saugstark&Sicher : papier absorbant,
- Soft&Sicher : mouchoirs en papier,
- SUNDANCE : produits de protection solaire,
- trend IT UP : maquillage,
- VISIOMAX : produits d'entretien des lunettes et lentilles.

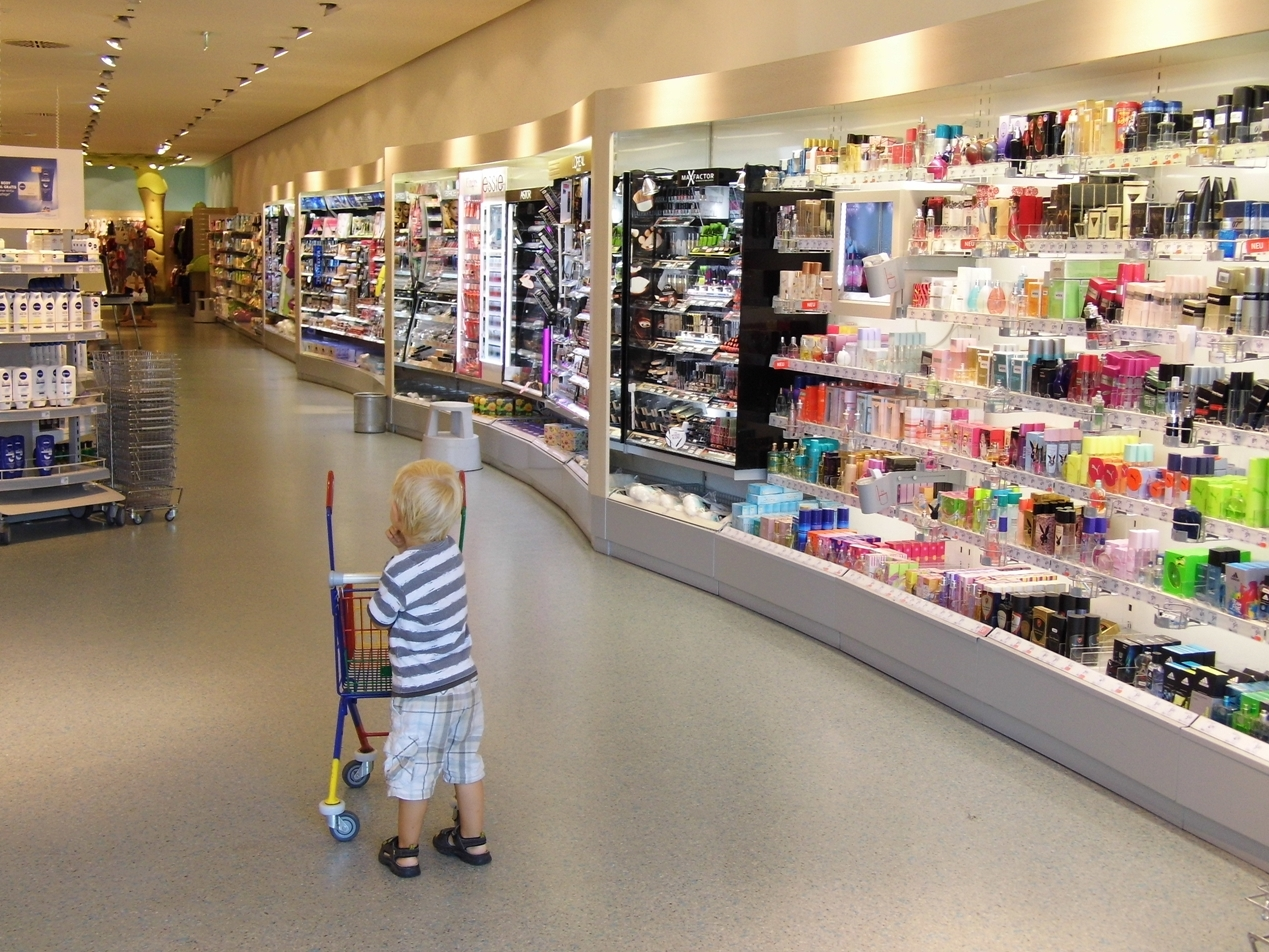
Rayon parfumerie
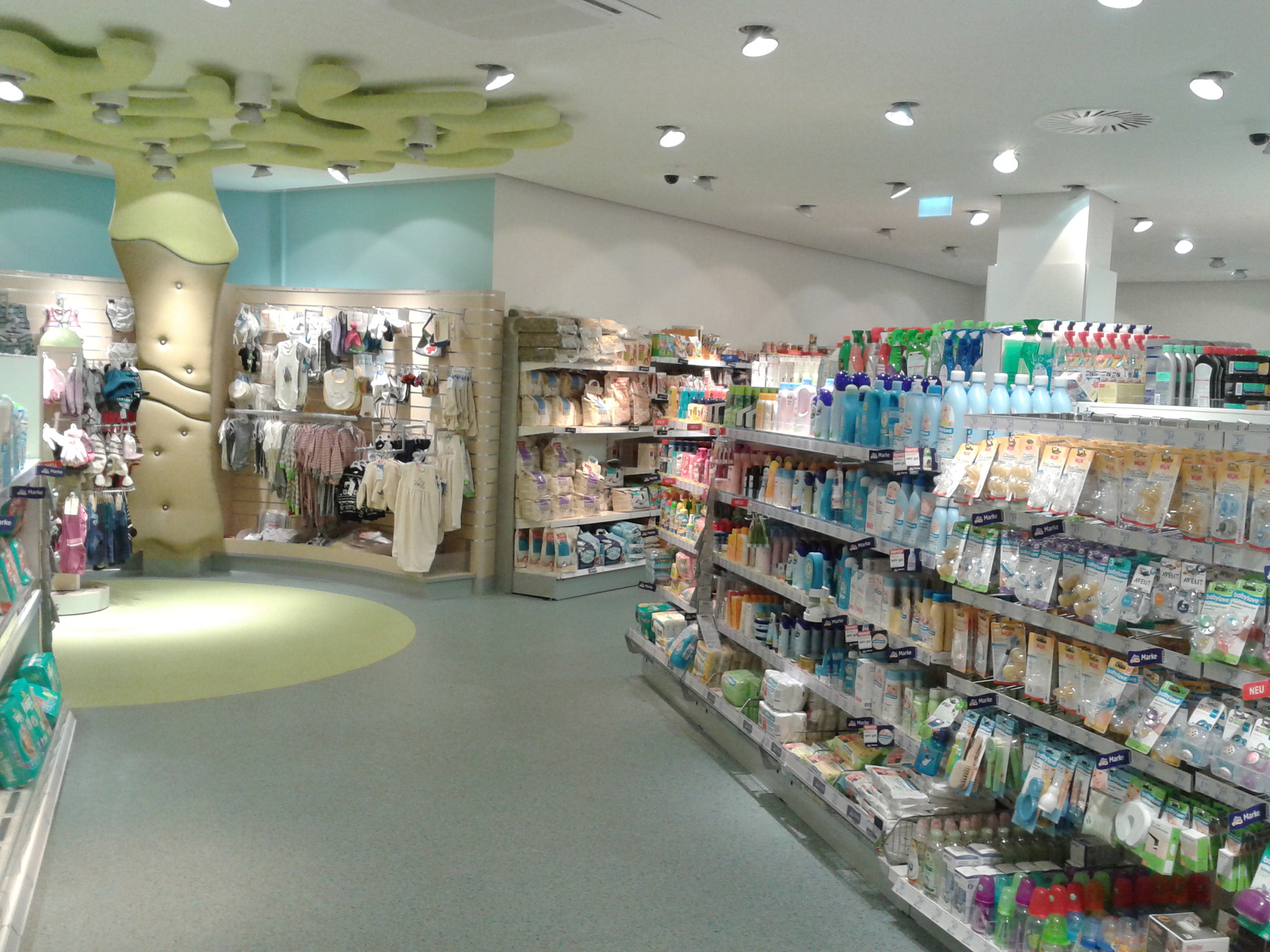
Rayon puériculture, Mannheim

## Allemagne

### Données commerciales
Au cours de l'Exercice 2015, DM a réalisé en Allemagne un chiffre d'affaires de 7 Milliards d'Euros et a employé 39 000 personnes dans un peu moins de 1 800 points de contact.

### Pénétration du marché
En Allemagne, dm est la plus grande chaîne de drogueries depuis 2010, suivi par Schlecker, jusqu'à son insolvabilité en 2012, le troisième étant Rossmann . 
Avant l'entrée au capital de Rossmann de la société Hutchison Whampoa (Hong-Kong), ce concurrent était présent seulement dans les Länder du Nord, de l'Est et du Sud. Depuis, Rossmann est présent sur l'ensemble du territoire allemand. 
En retour, dm ouvre de plus en plus de succursales dans le nord, en particulier dans les zones métropolitaines de Hanovre et de Berlin. Selon la société, chaque magasin dm avait en moyenne 270KEur de ventes par mois en 2007, Rossmann 150KEur et Schlecker 45 KEur par magasin.

En 2014, dm détient 23 % de parts de marché en Allemagne, 17,5 % pour Schlecker et autant pour Rossmann. Sur la même période, plus d'un tiers des produits de pharmacie ont été vendus dans le commerce alimentaire et 27 % dans les magasins discount, le reste en pharmacie (Apotheke).

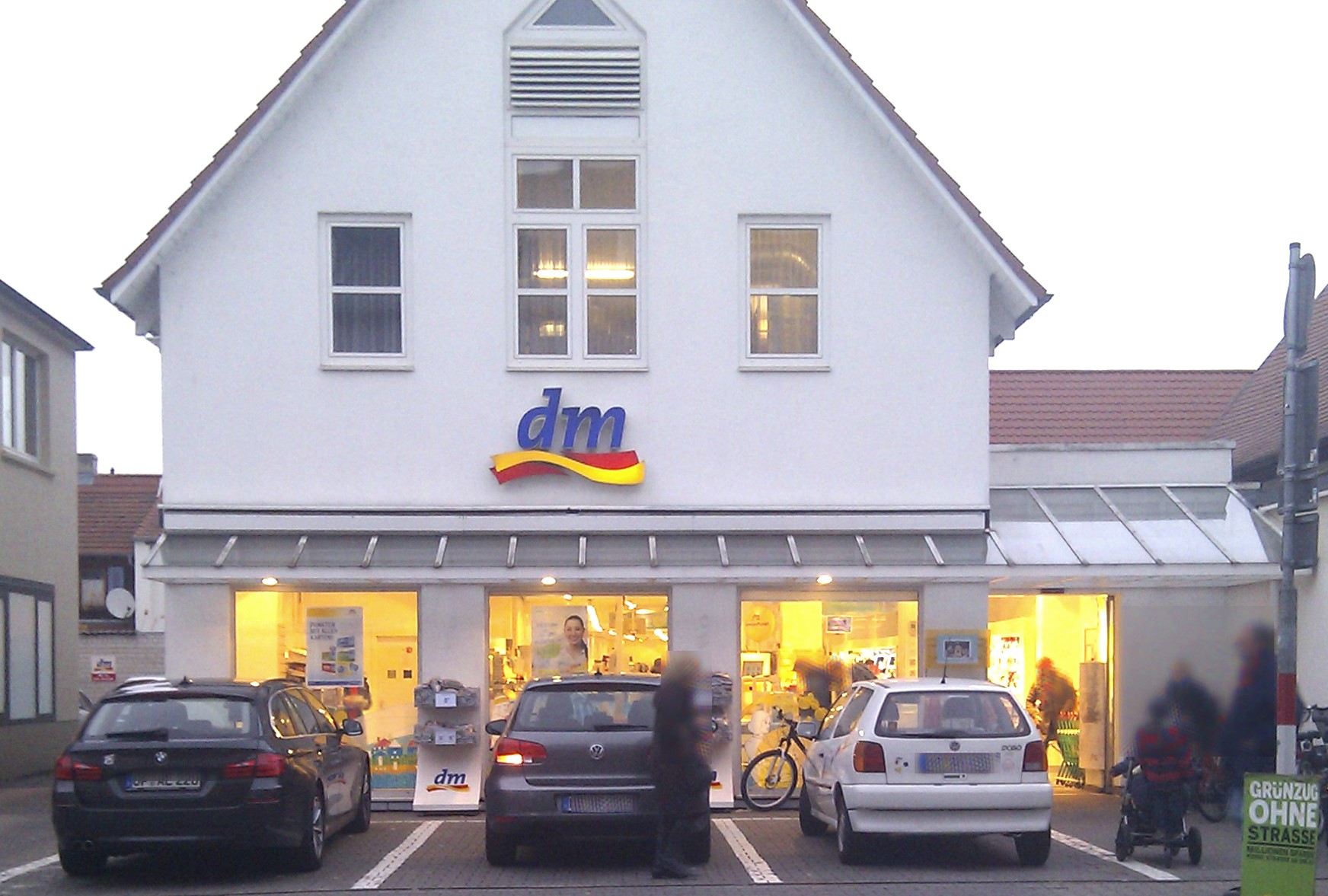
Magasin de Feudenheim
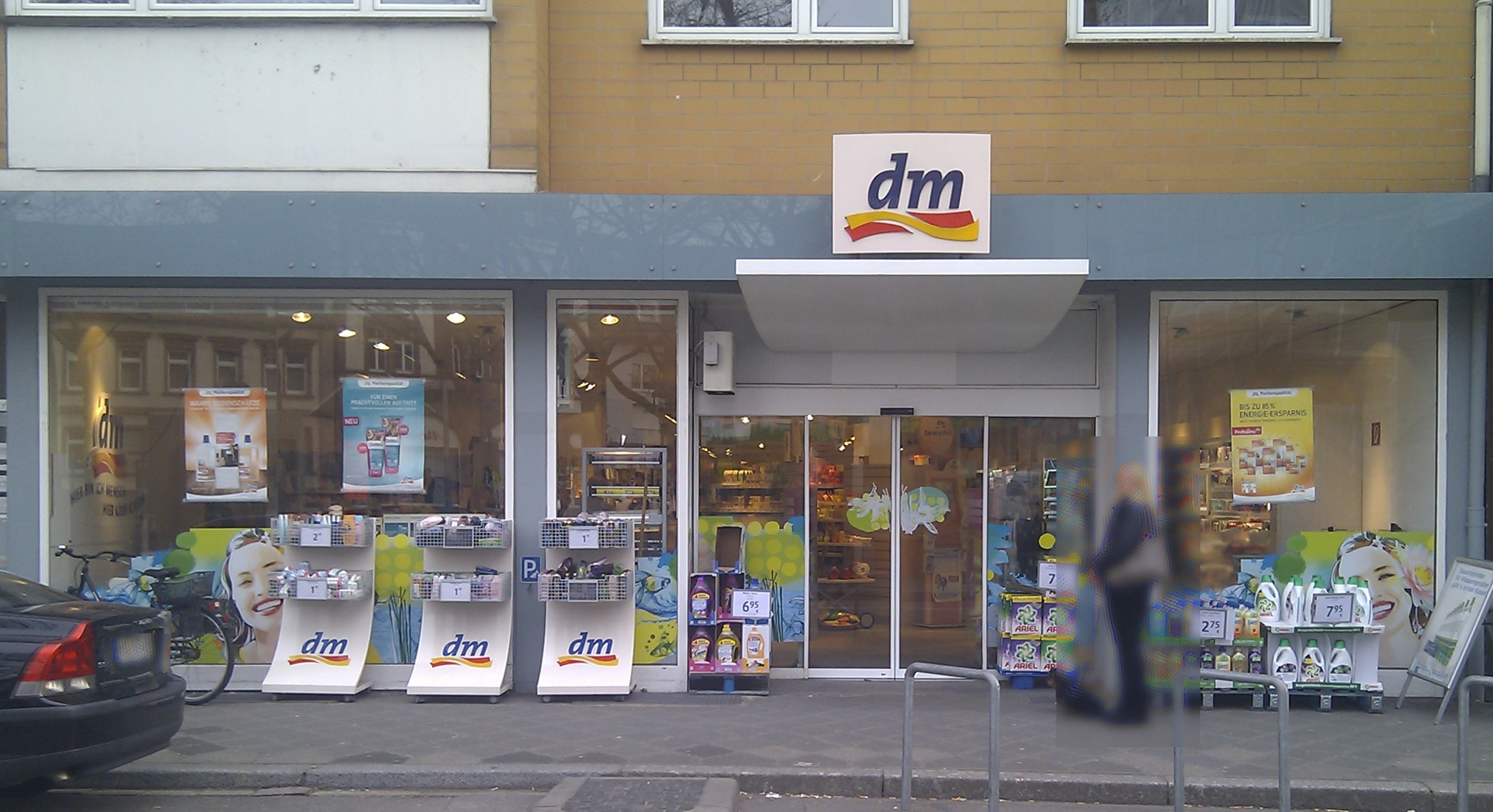
Magasin de Mannheim
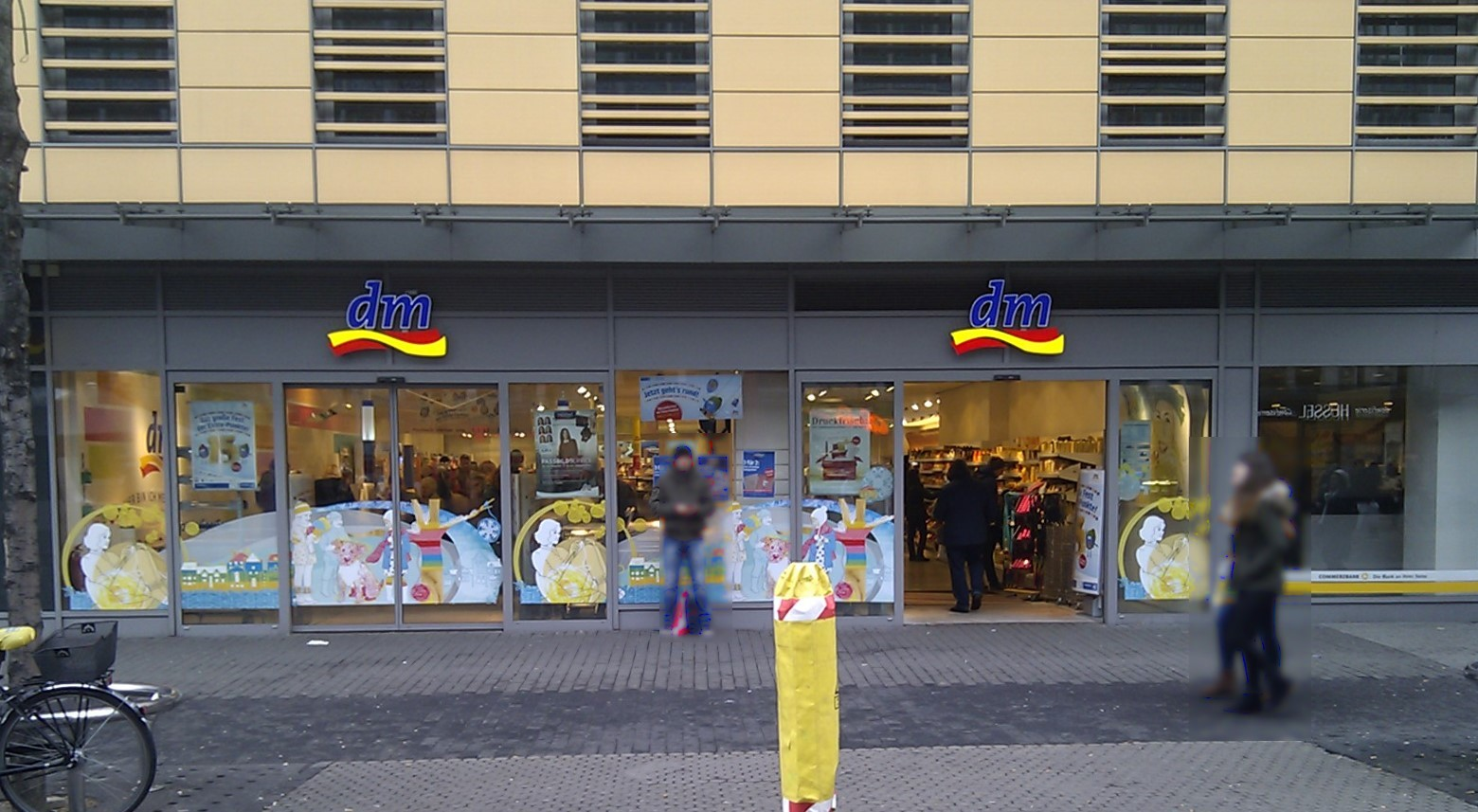
Magasin de Mannheim
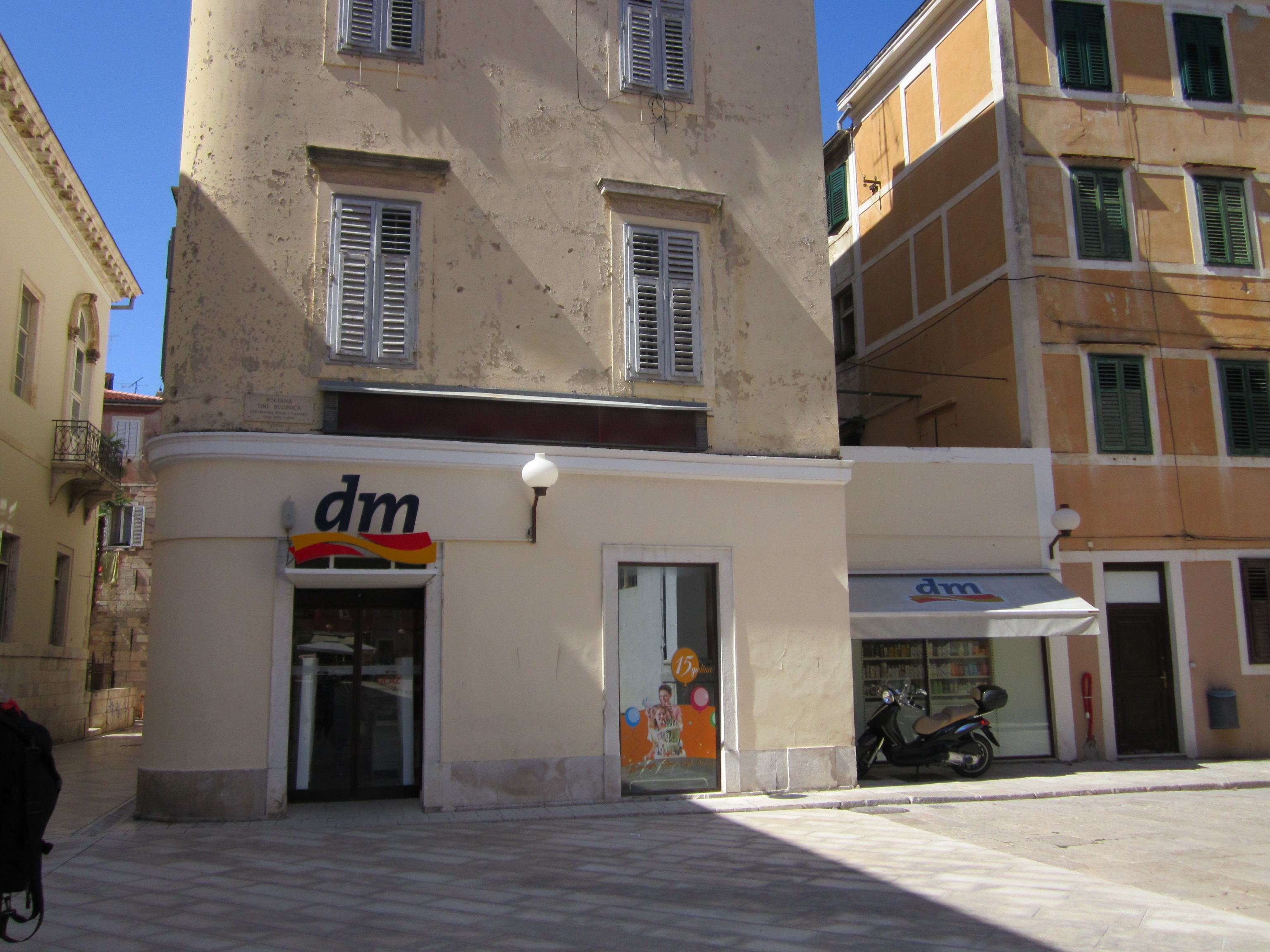
Magasin de Zadar Hrvatska
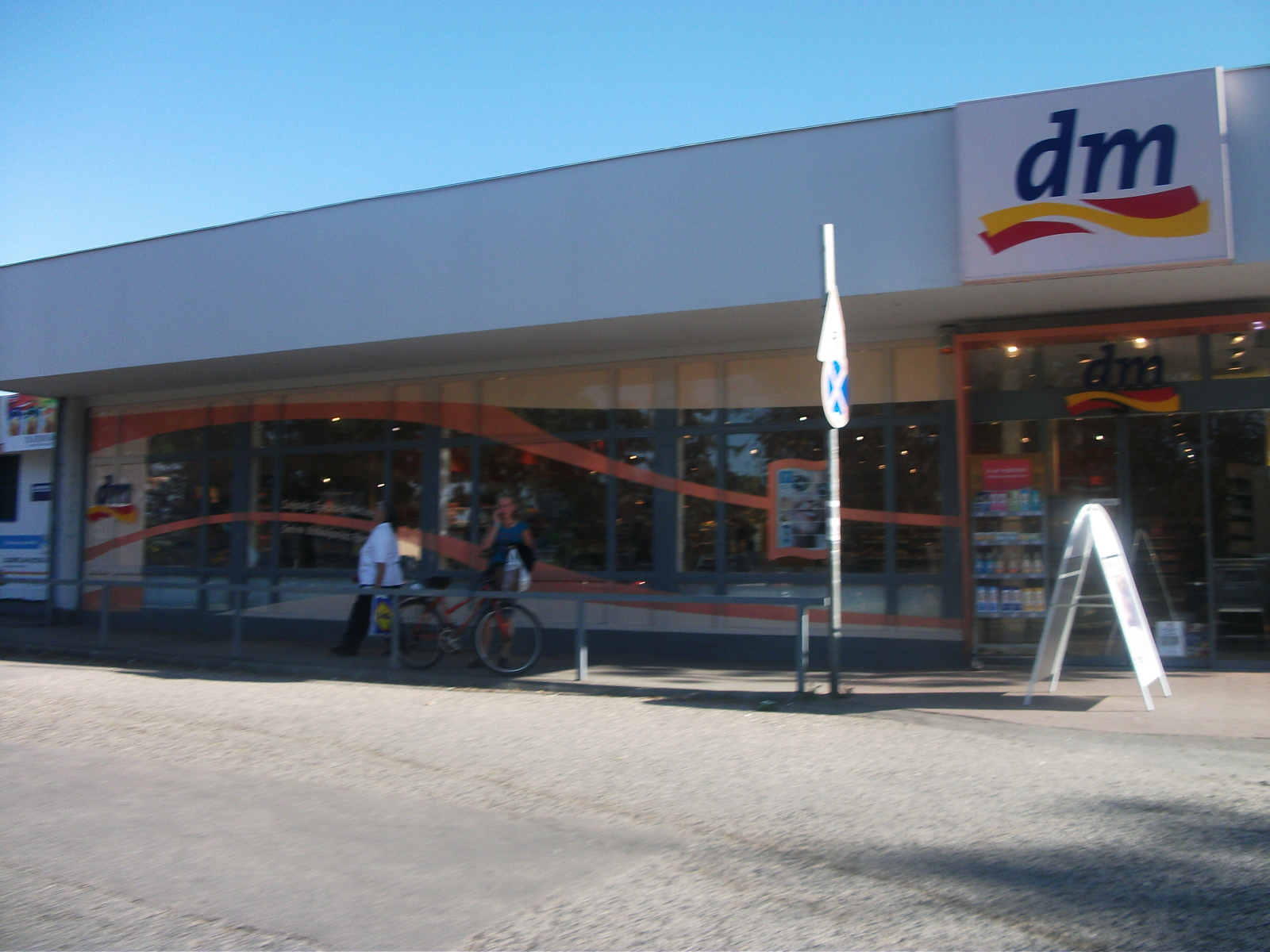
Magasin de Gárdony

### Formation
L'entreprise est très active dans la formation Professionnelle par alternance depuis plus de 20 ans. Entre 1998 et 2006, 3 500 Stagiaires ont été embauchés à l'issue de leur formation.
Depuis l'automne 2006, le groupe finance 16 places dans le programme de Bachelor en administration des entreprises de l'École supérieure Alanus orientée pour l'art et la société près de Bonn, avec l'intention de recruter de futurs managers. 

### Co-détermination
28 ans après la création de l'entreprise, des comités d'entreprise ont été mis en place dans le groupe. Certains employés avaient pris l'initiative en 2002 dans deux point de contact et construit des structures de codétermination. En conséquence, la direction de l'entreprise a décidé de créer des comités d'entreprise dans toutes les branches. Un membre du comité d'entreprise a qualifié la procédure de «smart move» par DM, car la direction de l'entreprise avait approché des employés sélectionnés à ce moment-là et lancé délibérément des ateliers pour faire remonter les critiques constructives des employés à la manière d'un thinktank.

### Programme de fidélité
DM développe un programme de fidélité sur deux axes : Payback et Glükskind.
DM est membre du programme multi-enseignes Payback créé en 2000. Lors du passage à la caisse, le client est invité à scanner sa carte ou son téléphone sur un lecteur situé en bout de caisse. En fonction du montant de ses achats, un nombre de points bonus lui est accordé. Il peut ensuite choisir des "cadeaux" comme des coupons de réduction, des objets, des services.
Le programme Glückskind est un programme propre à DM en Allemagne. Il est destiné aux parents d'enfants du 7e mois de grossesse à 12 ans. Il faut alors s'inscrire sur le site web de l'enseigne et disposer d'un smartphone (minimum iOS 7 ou Android 4.4) pour télécharger l'application éponyme,. Chaque semaine des coupons de réduction et parfois des échantillons sont disponibles dans l'application mobile. On peut noter à cet effet que les coupons sont modulés en fonction de l'âge du/des enfant(s), de leur sexe, de la composition du foyer, des articles composants les précédents paniers, et d'autres facteurs liés au marketing prédictif. Lors de la naissance de l'enfant et de chacun de ses anniversaires, des cadeaux sont à retirer à la caisse du magasin : coffret de naissance, écharpe, jouets en bois, cadre photo, accessoires pour faire la fête, etc.
Il est à noter qu'il est possible de faire partie des deux programmes de fidélité de DM ; il suffit alors de scanner les deux QR-codes sur le lecteur avant de payer à la caisse.

## Europe
Günter Bauer, ancien partenaire d'aviron de Götz Werner, a travaillé dans les années 1970 en tant que partenaire d'affaires de DM Allemagne.
Ensemble, ils ont développé le plan d'ouverture des drogueries DM en Autriche.
En guise de préparation, ils ont fondé dm drogerie markt GmbH le 30 janvier 1976. L'arrivée en Autriche de DM a finalement eu lieu en novembre 1976 avec l'ouverture de la première succursale de Linz. C'est la première fois qu'une droguerie est en libre-service, cela n'existait pas en Autriche ; auparavant les employés servaient les clients derrière un comptoir,.
En 1981, DM avait dépassé les 100 succursales en Autriche. Depuis 1984, un programme de formation en alternance est développé en Autriche. En 1987, dm a ouvert son premier salon de beauté dans une succursale d'Innsbruck et propose également des collations telles que des jus de fruits biologiques. La même année, dm a lancé la marque Alnatura. En 1991, le premier salon de coiffure a été ouvert dans une succursale de Salzbourg. Depuis 1992, le groupe a établi des filiales dans les pays d'Europe centrale : République tchèque (Budweis), Slovaquie (Bratislava, Nitra, Banska), Hongrie (Budapest), Slovénie (Ljubljana).
Le siège autrichien est situé depuis fin 2006 à Wals-Siezenheim. En 2014, dm exploitait 380 magasins.
En 2018, 3 500 magasins sont liés au groupe, qui emploie 59 000 personnes.
En février 2018, le groupe a signé un partenariat avec le label anthroposophique Demeter.

### Propriété
La filiale autrichienne du groupe, qui est largement indépendante de l'Allemagne, est la société dm drogerie markt GmbH. Elle a éfé fondée le 30 janvier 1976 et est domiciliée à Wals.

### Filiales d'Europe Centrale et Orientale
La division Europe Centrale et de l'Est est une société de droit autrichien. Elle regroupe à son tour les filiales de dix pays, elles-mêmes détenues à 100 % par la filiale autrichienne :
| Date de création | Pays               | Nombre de magasins (2022) |
| ---------------- | ------------------ | ------------------------- |
| 1992             | République Tchèque | 239                       |
| 1993             | Hongrie            | 259                       |
| 1994             | Slovénie           | 96                        |
| 1995             | Slovaquie          | 160                       |
| 1996             | Croatie            | 164                       |
| 2004             | Serbie             | 113                       |
| 2006             | Bosnie-Herzégovine | 80                        |
| 2007             | Roumanie           | 117                       |
| 2009             | Bulgarie           | 93                        |
| 2012             | Macédoine du Nord  | 20                        |
| 2017             | Italie             | 60                        |
| 2022             | Pologne            | 10                        |

État au 30 septembre 2017 :
| Exercice | Magasins | Personnel | Chiffre d'affaires en Millions d'Euros |
| -------- | -------- | --------- | -------------------------------------- |
| 2006/07  | 347      | 4539      | 516                                    |
| 2007/08  | 354      | 4901      | 545                                    |
| 2008/09  | 354      | 5086      | 579                                    |
| 2009/10  | 363      | 5372      | 616                                    |
| 2010/11  | 370      | 5572      | 644                                    |
| 2011/12  | 377      | 5898      | 683                                    |

| Exercice | Magasins | Personnel | Chiffre d'affaires en Millions d'Euros |
| -------- | -------- | --------- | -------------------------------------- |
| 2006/07  | 566      | 5116      | 620                                    |
| 2007/08  | 658      | 6420      | 785                                    |
| 2008/09  | 762      | 7415      | 867                                    |
| 2009/10  | 855      | 8015      | 958                                    |
| 2010/11  | 910      | 8057      | 1044                                   |
| 2011/12  | 977      | 8923      | 1077                                   |

### La structure de distribution, la Gamme de produits et de Marques
Par analogie à DM Allemagne, les autres pays conservent la structure de distribution. L'Approvisionnement des filiales autrichiennes s'effectue via la plateforme à Enns. C'est en Hongrie qu'a été inauguré au printemps 2011 le centre logistique dédié à l'Europe centrale et de l'est.
La gamme de dm-Autriche comprend environ 14 000 articles dont ceux des 26 marques maison.
Les trois leaders du marché en Autriche sur l'exercice 2011 étaient Dm et Schlecker (environ 1 000 points de vente chacun) et Bipa (572 point de vente). Ils cumulaient à eux trois 80 % de parts de marché sur la droguerie,.

## Informations financières
Le groupe réalise plus de 10 milliards d’euros de chiffre d’affaires annuel.

## Ventes en Chine
Les médias allemands ont rapporté en Juillet 2016, une éventuelle entrée sur le marché de la pharmacie dm marché en Chine. En Décembre de la même année dm a lancé une Boutique sur Alibaba Chine basé sur la plateforme Tmall Global avec un "Flagship Store". L'Ouverture officielle a eu lieu en mars 2017.
Pour la vente en ligne sur Tmall Global, le groupe de Karlsruhe n'a pas eu à ouvrir une succursale en Chine. Au lieu de cela, les commandes sont traitées directement à partir de l'entrepôt central en Allemagne par le partenaire logistique de longue date DSV et livrées directement aux consommateurs en Chine par le biais de la branche logistique d'Alibaba, Cainiao. Le support continu du magasin est assuré par le Web2Asia de Shanghai en coopération avec l'agence allemande dd, oddity.

## Sources
- Karl-Klaus Pullig: Cultures D'Entreprises Innovantes. Douze Études de cas contemporain systemes sociaux. Rosenberger, Leonberg, 2000,  (ISBN 3-931085-28-7)
- Karl-Martin Dietz, Thomas Craque: Dialogique Direction. Pour la Culture de gestion pour pharmacie dm marché. Campus, Frankfurt a.M., 2002,  (ISBN 3-593-37170-7)

## Liens
- Site officiel